# Niko Bungert
Niko Bungert (Bochum, 24 ottobre 1986) è un ex calciatore tedesco, di ruolo difensore.